# 36 Degrees
Singles de Placebo
Come Home
(5 février 1996) Teenage Angst
(16 septembre 1996)
Pistes de Placebo
Bionic Hang On to Your IQ
36 Degrees est une chanson du groupe de rock Placebo. C'est la quatrième piste de l'album Placebo et le troisième single extrait de cet album. Elle est sortie en single le 3 juillet 1996.
C'est la première chanson composée par Stefan Olsdal et Brian Molko. Elle parle de désillusion amoureuse, dont le symptôme est ici l'abaissement de la température du corps à un degré en dessous de la normale.
Comme l'explique Brian Molko lui-même : « Elle porte ce nom parce que 36 degrés est proche de la température du corps » explique Brian Molko. « Je suppose que c'est une métaphore du corps. La couverture du single montre un bras et une jambe enveloppés de film alimentaire, comme s'ils étaient mis en conservation. Et tu peux mettre quelque chose dans du film alimentaire et le mettre au réfrigérateur, ou le mettre au micro-onde et le réchauffer ou le refroidir. »
À l'image de l'album Placebo, 36 degrees est une chanson que l'on pourrait qualifier de punk rock. À partir de 2005 c'est une version ralentie qui fut jouée lors des concerts.
Le clip promotionnel a été réalisé par Chris Cunningham. 
Le titre Dark Globe, présent en face B est une reprise d'un titre de Syd Barrett présent sur son album solo de 1970 The Madcap Laughs.

## Liste des titres du single
1. 36 Degrees
2. Dark Globe
3. Hare Krishna